# 是谁在与民主为敌
《是谁在与民主为敌》（英文：The War on Democracy ）是2007年由约翰·皮尔格等人导演的纪录片，本片批评了美国在拉丁美洲等地的行动、干預外國國內政治，又批判美國的「反恐戰爭」。
。